# A.N.F. Les Mureaux Express-Marin
 (novembre 2024).
Le A.N.F. Les Mureaux Express-Marin était un avion de chasse monoplace, conçu en 1924 par les Ateliers de construction du Nord de la France et des Mureaux (ANF) aux Mureaux, près de Paris. Il ne fut construit qu'à un seul exemplaire.